# Etta Jamesová
Etta Jamesová (25. ledna 1938, Los Angeles, Kalifornie, USA – 20. ledna 2012, Riverside, Kalifornie, USA) byla americká rhythm and bluesová zpěvačka. V roce 1993 byla uvedena do Rock and Roll Hall of Fame a v roce 2001 do Blues Hall of Fame. Byla také uvedena do Rockabilly Hall of Fame. Zemřela na leukemii ve věku 73 let.